# Зулуфи
Зулуфи су космати део лица код одраслих мушкараца и обухватају део који се налази на образима. У висини уха се на образу може напипати кост те се тај део може сматрати почетком зулуфа. Та кост истовремено представља границу у армијама од које је обавезно бријање браде војника и официра. Зулуфи су дефакто део браде.
Зулуфи су најчешће модни детаљ али и обавезни део изгледа код нпр Ортодоксних Јевреја. У том случају називају се Пајес.